# Vij (opera)
Vij je opera (fantastická pohádka) o jednom dějství s předehrou českého skladatele Karla Moora na libreto Františka Khola, napsané na námět stejnojmenné povídky Nikolaje Vasiljeviče Gogola ze sbírky Mirgorod. Její hudba je novoromantická, s dobovou atmosférou dekadence (fin de siècle).
Kritika vyčítala libretu především malou dramatičnost: celá první část příběhu je představena jen ve vyprávění strašidel. (Toulavý student Choma Brut narazí v lese na mladou dívku, která je čarodějnicí; odolá však jejím svodům a nábožným říkáním ji zraní tak, že zemře. Umírající čarodějnice se doplazí do rodného statku a na smrtelném loži svého otce žádá, aby ji nepohřbíval, dokud její mrtvolu nebude jednu noc strážit Choma. Ten, nic netuše, dorazí ráno do statku čarodějčina otce, kde ho všichni uvítají a hostí; navečer jej pak přimějí, aby se podjal úkolu strážit přes noc mrtvou.) I zbytek opery je dramaticky chudý.
Skladatele přitahovala spíše pitoreskní atmosféra příběhu. Síla jeho hudby je podle kritiky ve vytváření nálady, od ponuře chmurné po sabaticky vášnivou. Vyčítána jí však byla jistá beztvarost a jednotvárnost, zejména v tempu a dynamice, zpěv se příliš podřizoval orchestru, kterým byl i přehlušován, a vykazoval značné deklamační vady.
V Národním divadle byl Vij proveden poprvé 14. července 1903 – poprvé v kombinaci s operou Dobrou noc, pane Pantalone Alberta Grisara – a dosáhl jen minimálního počtu tří repríz. Jedním z důvodů bylo, že inscenace, zejména kostýmy, byly namísto hrozivých spíše směšné, a dílo se tak – přes vynikající výkon Anny Slavíkové jako svůdné čarodějnice – míjelo účinkem. Kromě toho ho uvedlo ještě Zemském divadle v Brně (premiéra 15. října 1903).
Zapomenutou operu připomněl zahajovací koncert sezóny 2016-2017 Národního divadla v Praze, na němž mj. Ivan Kusnjer zazpíval árii otce Timofeje (ďáčka) z Vije.

## Osoby a první obsazení
| osoba | hlasový obor | premiéra (14.7.1903) |
| --- | ------------ | -------------------- |
| Čarodějnice | soprán       | Anna Slavíková       |
| Choma Brut, toulavý student | tenor        | Bohumil Pták         |
| Otec Timofej, diákon (ďáček) | baryton      | František Šír        |
| Otec čarodějnice, statkář | bas          | Emil Pollert         |
| První divá žínka | soprán       | Marie Kubátová       |
| Druhá divá žínka | soprán       | Vilemína Hájková     |
| Třetí divá žínka | mezzosoprán  | Karla Fabiánová      |
| První bludička | soprán       | Gabriela Horvátová   |
| Druhá bludička | mezzosoprán  | Alexandra Towarnická |
| Třetí bludička | alt          | Helena Towarnická    |
| První rusalka | soprán       | Marie Kodetová       |
| Druhá rusalka | …            | Eliška Volfová       |
| Vij | bas          | František Truhlář    |
| Domácí skřítek | baryton      | Václav Viktorin      |
| Polní duch | bas          | Robert Polák         |
| Lesní duch | bas          | Antonín Hlaváček     |
| Kozáci, venkovská čeleď; lesní žínky, bludičky, domácí skřítkové, lesní a polní duchové, vlkodlaci, upíři, černé můry, plivníci a běsi |              |                      |
| Dirigent: Mořic Anger, režisér: Robert Polák                                                                                           |              |                      |

## Děj opery
Odehrává se asi 50 verst od Kyjeva v malém panském kostelíku, dávno již opuštěném, od soumraku až do svítání.

### Předehra
Předehra líčí sběh duchů při zprávě o smrti čarodějnice (tercet lesních žínek Den již kles v lůno lesů a sbor Slyšíme hlas, jenž volá nás). Bludička vypravuje o zápase se studentem (zpěv Již vládla noc, když v kraj jsem táhla v šeru), domácí skřítek líčí smrt a poslední vůli její (zpěv Já seděl právě na peci a hlídal celý dům), a když pak dodá, že vrah ještě téhož jitra do statku velitelky přišel a již této noci v chrámě jejich u ní na stráži státi bude, ustoupí všeobecný nářek radostnému jásotu, neboť vládne v říši duchů zákon, dle něhož možno bude mrtvou velitelku navrátiti životu, podaří-li se jim ještě do svítání vraha kouzlem přemoci (zpěv první divé žínky Slyšte, bratři, sestry, slyšte).
I umlouvají se nadšeně, čím vším přispějí k záchraně své paní. Chtějí zlákati studenta nejluznějšími zjevy a poklady přírody, a nepoddá-li se, chtějí ustrašiti ho nejhrůznějšími zjevy říše děsu (tanec duchů Při tanci ve volném rythmu…. Volným kruhem sestry s druhem). A když ani strach ho nepřemůže, zavolají otce Vije (onu personifikovanou černozemní sílu, kterou fantasie maloruského lidu nakreslila jako silného, zemí a mechem pokrytého muže, jehož víčka až na zem sahají – aby naznačila slepost nezdolné síly živlu), aby ho silou svojí zničil a tím je pomstil. A mezitím, co Vij, jenž pod chrámem sídlí, hromovým hlasem pomoc jim slibuje, ozvou se nedaleko kostelíka hrany oznamující, že průvod pohřební s mrtvou již ze statku vyšel, a při zvucích těch příšery se rozprchnou (sbor Otče Viji, zvedni šíji s odpověďmi Vije).

### Proměna
Při zdvižení opony viděti jest týž vnitřek chrámu jako v předehře. Zarachotí klíč, dvéře se otevrou a jimi vstoupí dva kozáci s pochodněmi a počnou rozsvěcovat světla chrámová. Otevřenými dveřmi slyšeti jest zpěv průvodu, který zvolna vstupuje do chrámu (sbor V zahradě života nad květů hlavy a zpěv ďáčka Ó Bože, jenž jsi ze své velké moci). Kozáci postaví rakev na katafalk, dívky dopějí píseň, otec dojemně rozloučí se s mrtvou dcerou (zpěv otce Ó dcero milá, květe mého žití) a všichni odcházejí pak i s ďáčkem, který několika slovy dodává ještě ustrašenému Chomovi odvahy. Student totiž poznal v zemřelé čarodějnici z včerejší noci, a byť mu i ďáček kropáč se svěcenou vodou a křídu k obraně proti nečistým duchům zanechal, strach před novými zápasy a strašidelnými zjevy říše noci tísní jeho duši (árie Chomy Již usnul den, noc vládla nad krajem, duet s ďáčkem Neboj se synu můj, důvěřuj v Boha svého… Svěcenou křídou čarokruh a modlitba Chomy Ó Bože, na nebeské výsosti).
A hrůzné ty představy strachu brzo mění se též v skutek. Sotva totiž osaměl v chrámě, vstane mrtvá z rakve a vášnivou písní lásky snaží se ho k sobě přilákati (zpěv čarodějnice Své černé perutě rozpjala noc). A když se student nepoddává, tlesknutím promění scenu v luznou luku s hustým lesem v pozadí, z něhož vybíhají divé žínky, skřítkové, lesní a polní duchové a bludičky ku milostným hrám a tancům (rozsáhlý rej duchů –Přicházíme z říše báje, lesní žínky: Luli, luli, luli ještě krok, domácí skřítci: Bludičko, družičko, bludičky: Já ubohá bludička, lesní a polní duchové: Z hájů, lesů, polí a luk). Skřítkové stíhají bludičky, lesní a polní duchové divé žínky, a zpěvy jejich vrcholí v apotheosu mladé, žhavé lásky, když vstoupí mezi ně čarodějnice v nádherném oděvu princezny z pohádky a milostnou písní strhne Chomu k sobě (duet Pojď už, milý, v náruč moji… Žhavou touhou srdce puká). Již, již vydává se jí student, když z podzemí ozve se hlas Vije: „Musíš dřív se vzdáti Boha, než k nám vstoupí tvoje noha,“ a probudí ho z opojení. Nyní již marně zní svůdná píseň čarodějky, hlas ze země vycházející připomenul mu jeho povinnost. Skočí zpět ku klekátku a svěcenou vodou pokropí přeludy (scéna Náš je nyní – Viji slyš).
Hromová rána zazní. Luzné zjevy zmizí, měsíc shasne, a jen blesky chvílemi se křižující osvětlují čarodějnici, jež zbavena nádherného svého šatu, jako ježibaba v plachetce Chomovi hrozí. Avšak on se nebojí. Nyní teprve pochopil, které moci by propadl, kdyby se byl poddal, a proto, ač se všech stran černé můry, upíři, plivníci, polednice a běsi naň dorážejí, nepřijímá nabídku čarodějnice, aby se jí vzdal a s nimi život věčně radostný žil (duet Ty jsi povstal plný vzdoru… Rychle jak chrti). A tak, když vidí čarodějnice marné pokusy příšer přemoci Chomu, jenž stojí v kruhu kresleném svěcenou křídou, káže přivésti Vije.
Hrůza a strach jímá Chomu, když slyší jeho hlas. Nehledí naň, neboť ví, že by pohledu toho nesnesl, nepřijímá však přec smírné nabídky Vijovy a volaje rozhodné své „ne“, v nejvyšší úzkosti volá též Boha o pomoc. Avšak pomoc nepřichází Již cítí, že se Vij blíží, a slyše jeho rozkaz: „Zvedněte má víčka, ať ho uvidím“, mimoděk vstane k obraně a pohlédne naň. Nesnese však toho pohledu a klesá k zemi – hrůzou zmíraje (scéna Tož sem zavolejte otce Vije).
V tom ozvou se jitřní zvony zvoucí k panichidě. Příšery se rozprchnou a čarodějnice klesne zpět do rakve. – Je ticho v kostelíku. Hrany dozní, první šikmé paprsky sluneční vnikají na scenu a osvětlují mrtvého Chomu. Venku ozvou se šalmaje pastýřů ženoucích stáda svá na pastvu. Pak ozve se píseň ďáčkova. Klíč zarachotí, dvéře se otevrou a vstoupivší kněz pozná spoustu – dílo ďáblovo – a kleká k modlitbě za Chomu (zpěv ďáčka Mladé jitro na východě vstává).